# West Farndon
West Farndon – osada w Anglii, w hrabstwie Northamptonshire, w dystrykcie (unitary authority) West Northamptonshire. Leży 25 km na zachód od miasta Northampton i 105 km na północny zachód od Londynu.